# Turn- und Sportverein München von 1860 1966-1967
Questa voce raccoglie le informazioni riguardanti il Turn- und Sportverein München von 1860 nelle competizioni ufficiali della stagione 1966-1967.

## Stagione
Nella stagione 1966-1967 il Monaco 1860, allenato da Max Merkel, Hans-Wolfgang Weber e Gunther Baumann, concluse il campionato di Bundesliga al 2º posto. In Coppa di Germania il Monaco 1860 fu eliminato in semifinale dal Bayern Monaco. In Coppa dei Campioni il Monaco 1860 fu eliminato agli ottavi di finale dal Real Madrid.

## Rosa
| N. |                     | Ruolo | Calciatore       |
| -- | ------------------- | ----- | ---------------- |
|    | Germania (bandiera) | P     | Wolfgang Fahrian |
|    | Serbia (bandiera)   | P     | Petar Radenković |
|    | Germania (bandiera) | D     | Friedel Lutz     |
|    | Germania (bandiera) | D     | Bernd Patzke     |
|    | Germania (bandiera) | D     | Gottfried Peter  |
|    | Germania (bandiera) | D     | Hans Reich       |
|    | Germania (bandiera) | D     | Rudolf Steiner   |
|    | Germania (bandiera) | D     | Manfred Wagner   |
|    | Germania (bandiera) | D     | Rudolf Zeiser    |

| N. |                     | Ruolo | Calciatore          |
| -- | ------------------- | ----- | ------------------- |
|    | Germania (bandiera) | C     | Peter Grosser       |
|    | Germania (bandiera) | C     | Hans Küppers        |
|    | Croazia (bandiera)  | C     | Željko Perušić      |
|    | Germania (bandiera) | A     | Ludwig Bründl       |
|    | Germania (bandiera) | A     | Rudolf Brunnenmeier |
|    | Germania (bandiera) | A     | Alfred Heiß         |
|    | Germania (bandiera) | A     | Wilfried Kohlars    |
|    | Germania (bandiera) | A     | Timo Konietzka      |
|    | Germania (bandiera) | A     | Hans Rebele         |

## Organigramma societario
Area tecnica
- Allenatore: Gunther Baumann
- Allenatore in seconda:
- Preparatore dei portieri:
- Preparatori atletici:

## Calciomercato

### Sessione estiva
| Acquisti | Acquisti         | Acquisti              | Acquisti |
| R.       | Nome             | da                    | Modalità |
| -------- | ---------------- | --------------------- | -------- |
| P        | Wolfgang Fahrian | Hertha Berlino        |          |
| D        | Friedel Lutz     | Eintracht Francoforte |          |
| D        | Gottfried Peter  | Borussia Neunkirchen  |          |

| Cessioni | Cessioni           | Cessioni          | Cessioni |
| R.       | Nome               | a                 | Modalità |
| -------- | ------------------ | ----------------- | -------- |
| A        | Hans Fischer       | Kickers Offenbach |          |
| D        | Alfred Kohlhäufl   | 1. FC Pforzheim   |          |
| D        | Otto Luttrop       | Lugano            |          |
| P        | Anton Prockl       | Wacker Monaco     |          |
| A        | Helmut Richert     | Bayer Leverkusen  |          |
| P        | Wilfried Tepe      | 1. FC Pforzheim   |          |
| A        | Ernst Winterhalder | Kickers Offenbach |          |

## Risultati

### Bundesliga

#### Girone di andata
| Arbitro: | Fritz |

|                                |           |  |
| Thielen 26’ Overath 27’ (rig.) | Marcatori |  |

| Arbitro: | Radermacher |

|                              |           |                |
| Küppers 27’ Brunnenmeier 79’ | Marcatori | 63’ Saborowski |

| Arbitro: | Malka |

|                          |           |  |
| Entenmann 34’ Peters 50’ | Marcatori |  |

| Arbitro: | Ott |

|                               |           |                                     |
| Konietzka 34’, 68’ Rebele 35’ | Marcatori | 5’ Rühl 7’ Heidemann 58’ van Haaren |

| Arbitro: | Deuschel |

|           |           |  |
| Kraus 60’ | Marcatori |  |

| Arbitro: | Ohmsen |

|                                   |           |  |
| Brunnenmeier 11’, 23’ Kohlars 54’ | Marcatori |  |

| Arbitro: | Thier |

|                                           |           |                              |
| Seeler 21’ Sandmann 65’ (rig.) Dörfel 86’ | Marcatori | 17’ Brunnenmeier 18’ Küppers |

| Arbitro: | Spinnler |

|                  |           |                       |
| Brunnenmeier 38’ | Marcatori | 75’ Emmerich 80’ Held |

| Arbitro: | Tschenscher |

|                               |           |  |
| Müller 23’, 62’ Ohlhauser 58’ | Marcatori |  |

| Arbitro: | Deuschel |

|                                   |           |  |
| Zeiser 28’ Rebele 43’ Küppers 89’ | Marcatori |  |

| Arbitro: | Niemeyer |

|                              |           |                     |
| Siemensmeyer 23’ Bandura 71’ | Marcatori | 34’ Bründl 86’ Heiß |

| Arbitro: | Seiler |

|                            |           |  |
| Küppers 2’, 60’ Bründl 84’ | Marcatori |  |

| Arbitro: | Herden |

|                        |           |                              |
| Netzer 31’ (rig.), 47’ | Marcatori | 43’, 59’ Grosser 66’ Küppers |

| Arbitro: | Horstmann |

|             |           |  |
| Grosser 20’ | Marcatori |  |

| Arbitro: | Tschenscher |

|                 |           |                        |
| Brungs 21’, 51’ | Marcatori | 20’ Küppers 27’ Rebele |

| Arbitro: | Hennig |

|                       |           |          |
| Rebele 15’ Zeiser 89’ | Marcatori | 8’ Görts |

| Arbitro: | Malka |

|                                          |           |                             |
| Huberts 73’ (rig.) Lotz 84’ Krafczyk 87’ | Marcatori | 21’, 47’ Bründl 30’ Grosser |

#### Girone di ritorno
| Arbitro: | Herden |

|                       |           |            |
| Bründl 4’ Grosser 61’ | Marcatori | 56’ Hornig |

| Arbitro: | Hennig |

|          |           |  |
| Moll 77’ | Marcatori |  |

| Arbitro: | Jacobi |

|             |           |            |
| Grosser 37’ | Marcatori | 79’ Köppel |

| Arbitro: | Redelfs |

|          |           |                         |
| Rühl 17’ | Marcatori | 22’ Kohlars 64’ Küppers |

| Arbitro: | Deuschel |

|  |           |                         |
|  | Marcatori | 33’ Pyka 86’ Blechinger |

| Arbitro: | Weyland |

|  |           |                                    |
|  | Marcatori | 25’ Rebele 28’ Grosser 89’ Küppers |

| Arbitro: | Hennig |

|                       |           |  |
| Zeiser 50’ Rebele 65’ | Marcatori |  |

| Arbitro: | Ohmsen |

|               |           |            |
| Mikulasch 18’ | Marcatori | 64’ Bründl |

| Arbitro: | Thier |

|            |           |  |
| Zeiser 19’ | Marcatori |  |

| Arbitro: | Horstmann |

|  |           |             |
|  | Marcatori | 52’ Kohlars |

| Arbitro: | Radermacher |

|                                    |           |  |
| Küppers 20’ Konietzka 30’ Heiß 32’ | Marcatori |  |

| Arbitro: | Niemeyer |

|                                                    |           |            |
| Müller 38’ Cieslarczyk 73’ (rig.) Dürrschnabel 78’ | Marcatori | 20’ Rebele |

| Arbitro: | Lutz |

|                                                   |           |                                          |
| Küppers 41’ (rig.), 80’ Konietzka 67’ Grosser 70’ | Marcatori | 8’ Heynckes 40’ Laumen 86’ (rig.) Netzer |

| Arbitro: | Ohmsen |

|                            |           |                              |
| Hasebrink 38’ Dietrich 50’ | Marcatori | 77’ Steiner 79’ Brunnenmeier |

| Arbitro: | Weyland |

|                    |           |                         |
| Ferschl 30’ (aut.) | Marcatori | 60’ Ebenhöh 81’ Volkert |

| Arbitro: | Niemeyer |

|                      |           |                                            |
| Hänel 26’ Lorenz 68’ | Marcatori | 10’, 83’ Heiß 42’ Brunnenmeier 86’ Küppers |

| Arbitro: | Kreitlein |

|                        |           |               |
| Rebele 54’ Küppers 73’ | Marcatori | 74’ Grabowski |

### Coppa di Germania
| Arbitro: | Biwersi |

|             |           |                                        |
| Hansing 81’ | Marcatori | 36’ Grosser 56’, 71’ Rebele 77’ Bründl |

| Arbitro: | Regely |

|             |           |  |
| Grosser 83’ | Marcatori |  |

| Arbitro: | Biwersi |

|                       |           |  |
| Zeiser 13’ Rebele 45’ | Marcatori |  |

| Arbitro: | Siebert |

|                                      |           |            |
| Ohlhauser 63’, 75’ Kupferschmidt 65’ | Marcatori | 78’ Bründl |

### Coppa dei Campioni
| Arbitro: | Marschall |

|                                                              |           |  |
| Konietzka 5’, 24’, 55’, 77’ Küppers 8’, 34’ Kohlars 25’, 64’ | Marcatori |  |

| Arbitro: | Niţescu |

|                  |           |                                     |
| Charalampous 79’ | Marcatori | 33’ Kohlars 60’ (rig.) Brunnenmeier |

| Arbitro: | Howley |

|             |           |  |
| Küppers 38’ | Marcatori |  |

| Arbitro: | Babauczek |

|                                 |           |                  |
| Grosso 25’ Veloso 38’ Pirri 52’ | Marcatori | 15’ Brunnenmeier |

## Statistiche

### Statistiche di squadra
| Competizione       | Punti | In casa | In casa | In casa | In casa | In casa | In casa | In trasferta | In trasferta | In trasferta | In trasferta | In trasferta | In trasferta | Totale | Totale | Totale | Totale | Totale | Totale | DR  |
| Competizione       | Punti | G       | V       | N       | P       | Gf      | Gs      | G            | V            | N            | P            | Gf           | Gs           | G      | V      | N      | P      | Gf     | Gs     | DR  |
| ------------------ | ----- | ------- | ------- | ------- | ------- | ------- | ------- | ------------ | ------------ | ------------ | ------------ | ------------ | ------------ | ------ | ------ | ------ | ------ | ------ | ------ | --- |
| Bundesliga         | 41    | 17      | 12      | 2       | 3       | 34      | 17      | 17           | 5            | 5            | 7            | 26           | 30           | 34     | 17     | 7      | 10     | 60     | 47     | +13 |
| Coppa di Germania  | -     | 2       | 2       | 0       | 0       | 3       | 0       | 2            | 1            | 0            | 1            | 5            | 4            | 4      | 3      | 0      | 1      | 8      | 4      | +4  |
| Coppa dei Campioni | -     | 2       | 2       | 0       | 0       | 9       | 0       | 2            | 1            | 0            | 1            | 3            | 4            | 4      | 3      | 0      | 1      | 12     | 4      | +8  |
| Totale             | 41    | 21      | 16      | 2       | 3       | 46      | 17      | 21           | 7            | 5            | 9            | 34           | 38           | 42     | 23     | 7      | 12     | 80     | 55     | +25 |

### Andamento in campionato
| Giornata  | 1  | 2  | 3  | 4  | 5  | 6  | 7  | 8  | 9  | 10 | 11 | 12 | 13 | 14 | 15 | 16 | 17 | 18 | 19 | 20 | 21 | 22 | 23 | 24 | 25 | 26 | 27 | 28 | 29 | 30 | 31 | 32 | 33 | 34 |
| --------- | -- | -- | -- | -- | -- | -- | -- | -- | -- | -- | -- | -- | -- | -- | -- | -- | -- | -- | -- | -- | -- | -- | -- | -- | -- | -- | -- | -- | -- | -- | -- | -- | -- | -- |
| Luogo     | T  | C  | T  | C  | T  | C  | T  | C  | T  | C  | T  | C  | T  | C  | T  | C  | T  | C  | T  | C  | T  | C  | T  | C  | T  | C  | T  | C  | T  | C  | T  | C  | T  | C  |
| Risultato | P  | V  | P  | N  | P  | V  | P  | P  | P  | V  | N  | V  | V  | V  | N  | V  | N  | V  | P  | N  | V  | P  | V  | V  | N  | V  | V  | V  | P  | V  | N  | P  | V  | V  |
| Posizione | 16 | 12 | 15 | 13 | 15 | 14 | 15 | 17 | 17 | 17 | 17 | 15 | 11 | 10 | 10 | 8  | 8  | 8  | 9  | 8  | 6  | 9  | 7  | 4  | 4  | 3  | 3  | 3  | 3  | 3  | 3  | 3  | 3  | 2  |

Legenda:

Luogo: C = Casa; T = Trasferta. Risultato: V = Vittoria; N = Pareggio; P = Sconfitta.

### Statistiche dei giocatori
| Giocatore       | Bundesliga | Bundesliga | Bundesliga  | Bundesliga | Coppa di Germania | Coppa di Germania | Coppa di Germania | Coppa di Germania | Coppa dei Campioni | Coppa dei Campioni | Coppa dei Campioni | Coppa dei Campioni | Totale   | Totale | Totale      | Totale     |
| Giocatore       | Presenze   | Reti       | Ammonizioni | Espulsioni | Presenze          | Reti              | Ammonizioni       | Espulsioni        | Presenze           | Reti               | Ammonizioni        | Espulsioni         | Presenze | Reti   | Ammonizioni | Espulsioni |
| --------------- | ---------- | ---------- | ----------- | ---------- | ----------------- | ----------------- | ----------------- | ----------------- | ------------------ | ------------------ | ------------------ | ------------------ | -------- | ------ | ----------- | ---------- |
| R. Brunnenmeier | 21         | 7          | 0           | 0          | 1                 | 0                 | 0                 | 0                 | 4                  | 2                  | 0                  | 0                  | 26       | 9      | 0           | 0          |
| L. Bründl       | 18         | 6          | 0           | 0          | 3                 | 2                 | 0                 | 0                 | 0                  | 0                  | 0                  | 0                  | 21       | 8      | 0           | 0          |
| W. Fahrian      | 8          | 0          | 0           | 0          | 0                 | 0                 | 0                 | 0                 | 2                  | 0                  | 0                  | 0                  | 10       | 0      | 0           | 0          |
| P. Grosser      | 22         | 8          | 0           | 0          | 3                 | 2                 | 0                 | 0                 | 2                  | 0                  | 0                  | 0                  | 27       | 10     | 0           | 0          |
| A. Heiß         | 17         | 4          | 0           | 0          | 3                 | 0                 | 0                 | 0                 | 1                  | 0                  | 0                  | 0                  | 21       | 4      | 0           | 0          |
| W. Kohlars      | 14         | 3          | 0           | 0          | 2                 | 0                 | 0                 | 0                 | 2                  | 3                  | 0                  | 0                  | 18       | 6      | 0           | 0          |
| T. Konietzka    | 14         | 4          | 0           | 1          | 1                 | 0                 | 0                 | 0                 | 2                  | 4                  | 0                  | 0                  | 17       | 8      | 0           | 1          |
| H. Küppers      | 34         | 14         | 0           | 0          | 4                 | 0                 | 0                 | 0                 | 4                  | 3                  | 0                  | 0                  | 42       | 17     | 0           | 0          |
| F. Lutz         | 11         | 0          | 0           | 0          | 0                 | 0                 | 0                 | 0                 | 3                  | 0                  | 0                  | 0                  | 14       | 0      | 0           | 0          |
| B. Patzke       | 30         | 0          | 0           | 0          | 4                 | 0                 | 0                 | 0                 | 4                  | 0                  | 0                  | 0                  | 38       | 0      | 0           | 0          |
| Ž. Perušić      | 32         | 0          | 0           | 0          | 4                 | 0                 | 0                 | 0                 | 4                  | 0                  | 0                  | 0                  | 40       | 0      | 0           | 0          |
| G. Peter        | 6          | 0          | 0           | 0          | 0                 | 0                 | 0                 | 0                 | 2                  | 0                  | 0                  | 0                  | 8        | 0      | 0           | 0          |
| P. Radenković   | 26         | 0          | 0           | 0          | 4                 | 0                 | 0                 | 0                 | 2                  | 0                  | 0                  | 0                  | 32       | 0      | 0           | 0          |
| H. Rebele       | 29         | 8          | 0           | 0          | 3                 | 3                 | 0                 | 0                 | 3                  | 0                  | 0                  | 0                  | 35       | 11     | 0           | 0          |
| H. Reich        | 23         | 0          | 0           | 0          | 4                 | 0                 | 0                 | 0                 | 3                  | 0                  | 0                  | 0                  | 30       | 0      | 0           | 0          |
| R. Steiner      | 23         | 1          | 0           | 0          | 3                 | 0                 | 0                 | 0                 | 2                  | 0                  | 0                  | 0                  | 28       | 1      | 0           | 0          |
| M. Wagner       | 17         | 0          | 0           | 1          | 1                 | 0                 | 0                 | 0                 | 2                  | 0                  | 0                  | 0                  | 20       | 0      | 0           | 1          |
| R. Zeiser       | 29         | 4          | 0           | 0          | 4                 | 1                 | 0                 | 0                 | 2                  | 0                  | 0                  | 0                  | 35       | 5      | 0           | 0          |